# Propionsäurepropylester
Propionsäurepropylester ist ein in der Natur vorkommender Fruchtester und eine chemische Verbindung aus der Gruppe der Carbonsäureester.

## Vorkommen

Äpfel

Propionsäurepropylester wurde unter den flüchtigen Bestandteilen von Weintrauben, in frischem Äpfeln, Apfelsaft, Aprikosen, Melonen, Papaya, Birnen, bestimmten Käsesorten, Rum, Apfelwein, Popcorn, Oliven, Malzwhiskey und Kaffee nachgewiesen.

## Gewinnung und Darstellung
Propionsäurepropylester kann durch Veresterung von Propylalkohol mit Propionsäure in Gegenwart von konzentrierter Schwefelsäure oder Bortrifluorid gewonnen werden.

## Eigenschaften
Propionsäurepropylester ist eine farblose Flüssigkeit mit birnenartigem Geruch, die schwer löslich in Wasser ist.

## Verwendung
Propionsäurepropylester wird in der Autoreparaturlackierung, OEM-Lacken, Gerätebeschichtungen, Druckfarben und als Polymerisationslösungsmittel eingesetzt. Seine gute Aktivität ermöglicht eine effiziente Viskositätssenkung des Harzes, die die Entwicklung von VOC-ärmeren Beschichtungen ermöglicht. Sein hoher elektrischer Widerstand ist von Vorteil bei der Optimierung der Übertragungseffizienz von Beschichtungen, die über elektrostatische Sprühgeräte aufgebracht werden. Die Verbindung wird in der Aromen- und Riechstoffindustrie sowie als Lösemittel verwendet.

## Sicherheitshinweise
Die Dämpfe von Propionsäurepropylester können mit Luft ein explosionsfähiges Gemisch (Flammpunkt 24 °C, Zündtemperatur 445 °C) bilden.